# Клейсти
Клейсти (латис. Kleisti), раніше також миза Клейстес (латис. Kleistes muiža)— мікрорайон у складі Курземського району Риги, розташований на лівому березі Даугави у північно-західній частині міста, до якого також входять такі місцевості, як Клейсту-Кронмані (латис. Kleistu kronmaņi) та Субри (латис. Sūbri). Межує з мікрорайонами Ритабуллі (з яким не має сухопутного кордону), Болдерая, Спілве та Іманта, а на заході — з Бабітським краєм та Юрмалою. Межами мікрорайону є межа міста, річка Булльупе, вулиці Клейсту і Апакшґрав'я, залізниця, лінія до вулиці Клейсту, вулиця Клейсту, проспект Курземес, лінія до межі міста.
Загальна площа мікрорайону становить 18,730 км², і тому Клейсти є найбільшим мікрорайоном Риги — його площа втричі перевищує середній показник площі мікрорайонів міста. Більшу частину площі мікрорайону займають незабудовані території: ліси та зарослі луги. Довжина меж мікрорайону за периметром складає 24 520 м, що також є найбільшим показником у Ризі.

## Географія
Незважаючи на свою велику площу, Клейсти — малозаселений і віддалений мікрорайон Риги. Його північну частину займають ліси та Болдерайські дюни. Особливо малозаселеною є північно-східна частина Клейстів, що межує з Юрмалою та одним із її найближчих до Риги районів — Варнукрогсом. У центральній частині мікрорайону знаходяться луги та комплекс приватних будинків, створений із перебудованих малих ділянок. Мікрорайон також має велику мережу каналів та канав, яка заважає рухові через свою велику площу та нерозвинуту мережу доріг.
Велика частина мікрорайону лежить на болотистих та низьких (0-2 м над рівнем моря) лугах Спілве. Для осушення території було прокладено низку каналів, одним із яких є Хапакаґравіс. Найвищою точкою мікрорайону (16 м) є гора Бумбукалнс, на якій споруджено оглядову вежу.
З точки зору містобудування найбільш розвинутою є південна частина мікрорайону, яка межує з Імантою та у якій розташовано Латвійський центр дослідження і вивчення біомедицини та Інститут мікробіології та вірусології ім. Августа Кірхенштейна РУС.

## Історія
У другій половині ХІХ століття (1873 рік) була відкрита залізнична лінія Рига — Болдерая (східна межа мікрорайону Клейсти). 1924 року до складу Риги увійшли обширні території на лівому березі Даугави, зокрема миза Клейстес, Болдерая, Даугавгріва, мизи Буллю та Золітудес, а також мизи Лієла- і Маза-Даммес, Анниньмуйжа, Шампетерис та інші. Це відбулося згідно із ухваленим Сеймом законом про адміністративні межі Риги за часів Першої Латвійської республіки 24 лютого 1924 року, коли їх затвердили юридично. Після радянської окупації Латвії у 1940 році район мизи Клейстес спочатку увійшов до складу Ленінського району, який пізніше перейменували на Ленінградський.
Клейсти були окраїною міста, допоки через них не було прокладено дорогу до Болдераї. Після Другої світової війни починається забудова лугів цієї місцевості. У свою чергу ліс цієї місцевості був передбачений у якості зони відпочинку мікрорайонів Іманта та Ільгюціємс. У другій половині ХХ століття у Клейстах були створені Інститут вірусології та мікробіології Академії наук Латвії та спортивні бази верхової їзди і п'ятиборства. Будівлі мизи Клейстес також відійшли до Інституту мікробіології. У головному помешканні були обладнані квартири, черепичний дах замінили дахом із металічних пластин. Барокові вікна ґанку замінили стандартними, що також змінило інтер'єр атріуму.
У 1970-х роках межі Риги то змінювали, то розширювали, в результаті чого у 1974 році до Риги також було включено території кладовища Лачупес (або ж Лацара), яке було відкрите наприкінці ХІХ століття. Кладовище у лісі Клейсту швидко розширилося після того, як були закриті численні кладовища в центрі Риги.
Після розпаду СРСР Ленінградський район, до якого входили Клейсти, був перейменований на Курземський район.
Забудова мизи Клейстес разом із головним помешканням господаря садиби та трьома столітніми дубами збереглася і донині. Біля помешкання господаря знаходиться найширший дуб Пардаугави (5,3 м в обхваті), другий столітній дуб росте навпроти Інституту мікробіології та вірусології, а третій — біля будівлі Центру дослідження і вивчення біомедицини. Вищезгадана забудова мизи та її елементи є культурно-історичними пам'ятками державного значення.
Наразі найбільш значимими об'єктами, що розташовані у Клейстах, є колишній ансамбль, інститут Мікробіології та вірусології ім. А. Кірхенштейна, Латвійський центр досліджень і вивчення біомедицини, Латвійська національна школа прикладних видів спорту.

### Миза Клейсту
Центр ансамблю мизи Клейсту (нім. Kleistenhof, Lambertshof, Lila Bergs Hoff, Vegesackshof, Schultzenhof) знаходиться на сучасній вулиці Клейсту під номером 37. Її забудова збереглася досьогодні. Ця миза підпадала під юрисдикцію держави у Даугавгрівській парафії. В історичних джерелах вона вперше згадується у 1638 році. Магістр Лівонського ордену Готтгард Кеттлер подарував її своєму радникові Матісу Брадеру. Цій мизі вдалося уникнути скорочення миз наприкінці XVII століття. 1754 року полковник Карл Флоріан фон Тілау, у якого були спадкові права на ці володіння, передав їх тодішньому власнику завдатку, бургомістру Георгу Крістофу Андре. 1765 року власником мизи став ратман Готтгард Фегезак, одружившись із донькою бургомістра Андре; після того миза змінила ще кількох власників. 1844 року у спадку Готтгарда фон Фегезака були вказані мизи Яуна, Ламберта, Шульца і Вікю, які були відомі під спільною назвою миза Клейсту. Також у 1844 році спадкоємці мизи Клейсту розділили її землі на чотири частини та віддали їх в оренду землеробам і скотарям.
Миза Клейсту, на відміну від великої частини інших літніх садиб Пардаугави, мала сільськогосподарське значення. Із її загальної площі у приблизно 1400 га 500 га займає ліс, ще 500 — піщані дюни, і лише решта землі була придатною для сільськогосподарського використання. Із цих територій приблизно 300 га були розділені між 11 кріпосними господарствами, а частина земель, які залишилися, була власне землями самої мизи.
У мизі Клейсту також проживав Й.К. Бротце (з 1768 року), коли після закінчення Віттенберзького університету повернувся сюди, щоб виховувати сина ратмана Готтгарда фон Фегезака. 1793 року Бротце також намалював зображення мизи Клейсту, яке показує тогочасний її вигляд. Комплекс мизи мав три житлові будівлі — будинок господаря, гостьовий будинок та будинок орендатора, а також господарські будівлі та парк.
Готтгард фон Фегезак збудував розкішну головну житлову будівлю. Це — збудована наприкінці XVIII століття одноповерхова рублена будівля на високих фундаментами стін із мансардним дахом. Будівля має бароковий силует, по її краях — фахверкові фронтони. Пізніше головну будівлю обшили жолобчатими дошками, а на вході був збудований ґанок у класицистичному стилі із невеликим фронтоном, якій підтримують пари із двох колон.  У ХІХ столітті будинок господаря мизи мав дуже багатий інтер'єр.
Варто зазначити, що до мікрорайону Клейсти можна віднести і мизу Яуна, точне місцезнаходження якої невідоме, хоча згідно із картографічними матеріалами після 1917 року її вірогідне місце розташування — у районі вулиць Клейсту та Буллю, який частково належить до території мікрорайону Клейсти.

## Громадський транспорт

### Автобус
- №13: станція Бабіте — Клейсти — станція Рига-Пречу-2
- №36: Іманта-5 — Вакарбуллі
- №56: Болдерая — Зієпнієккалнс

## Галерея

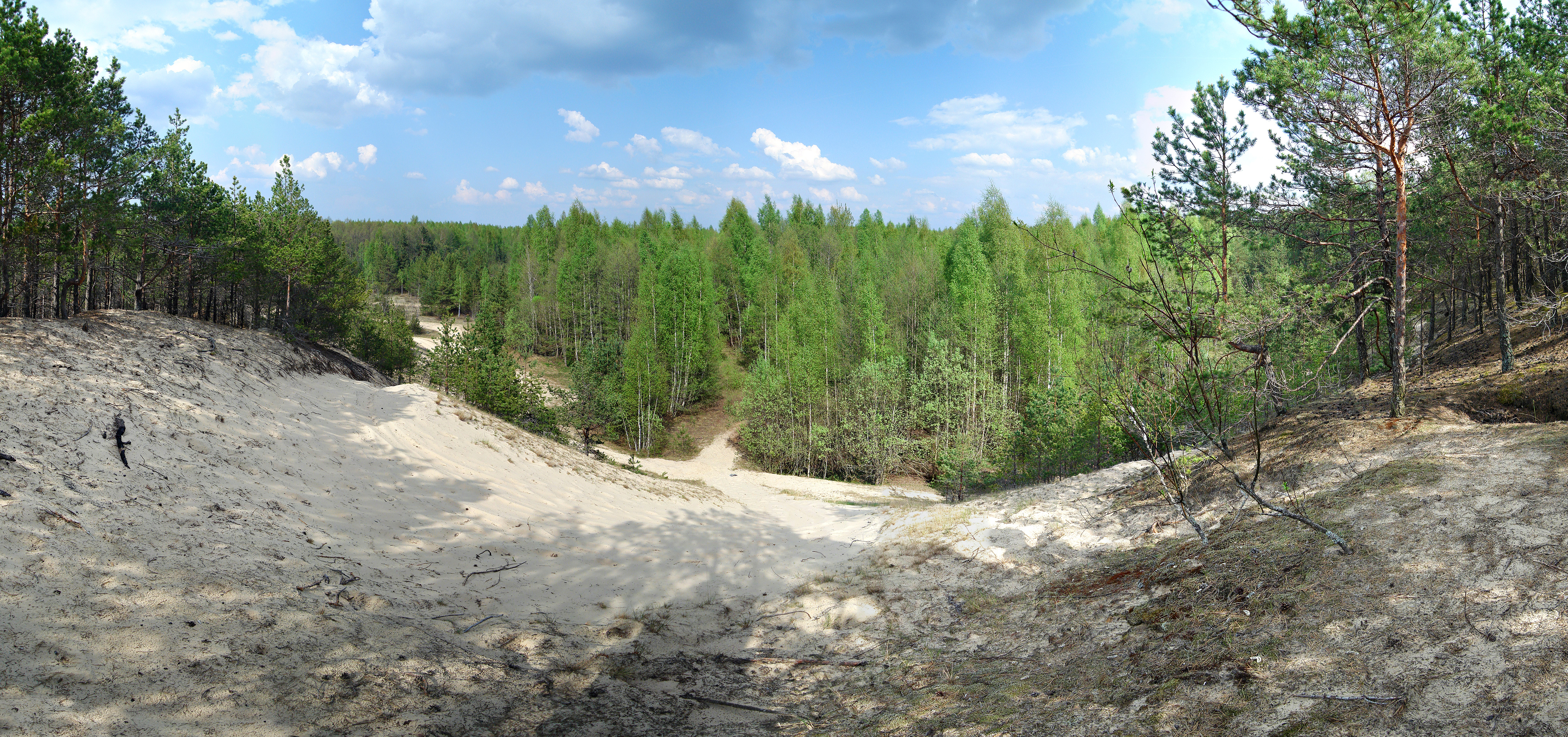
Болдерайсько-Прієдайнські дюни
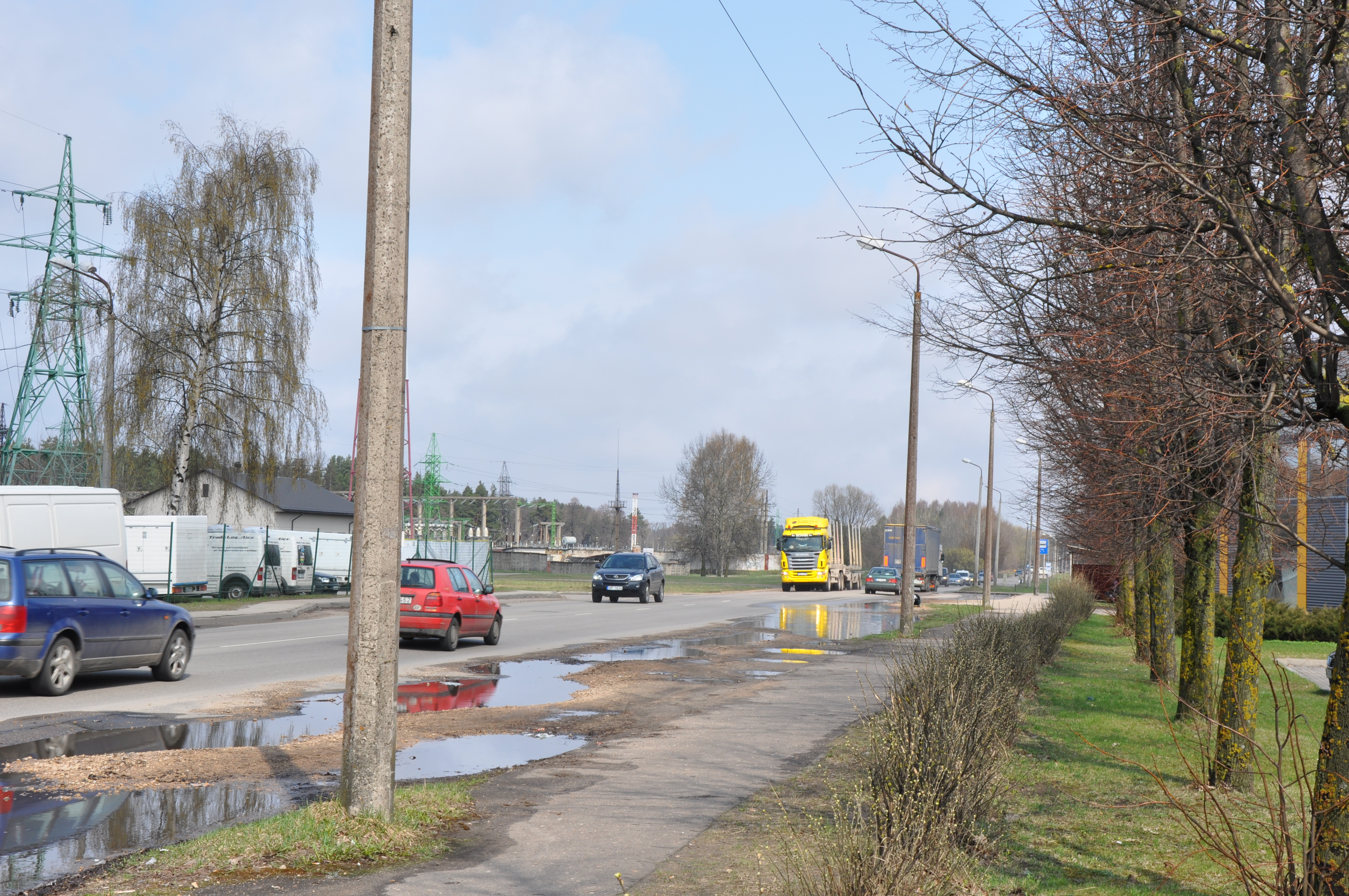
Вулиця Клейсту
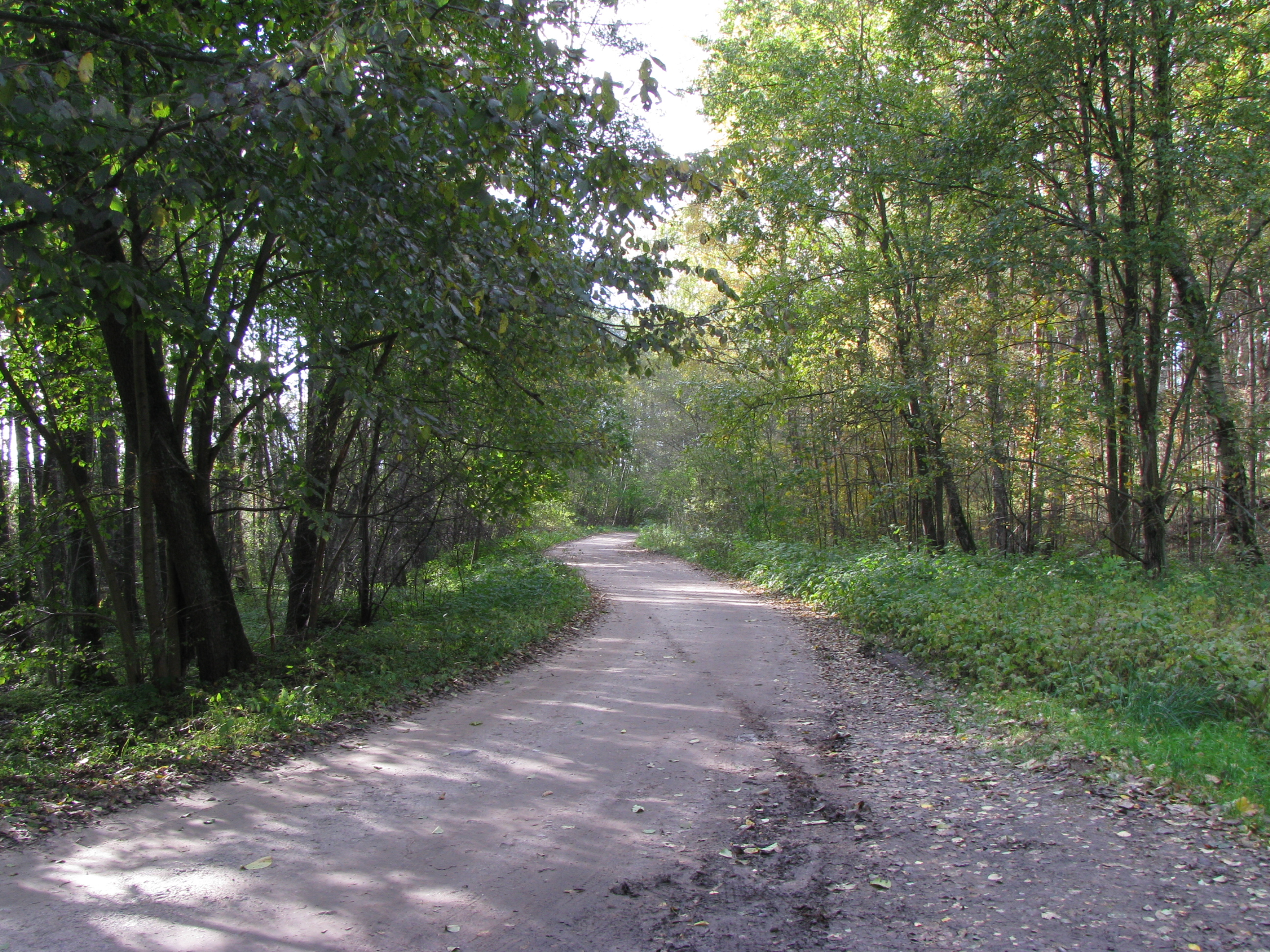
Вулиця Апакшґрав'я
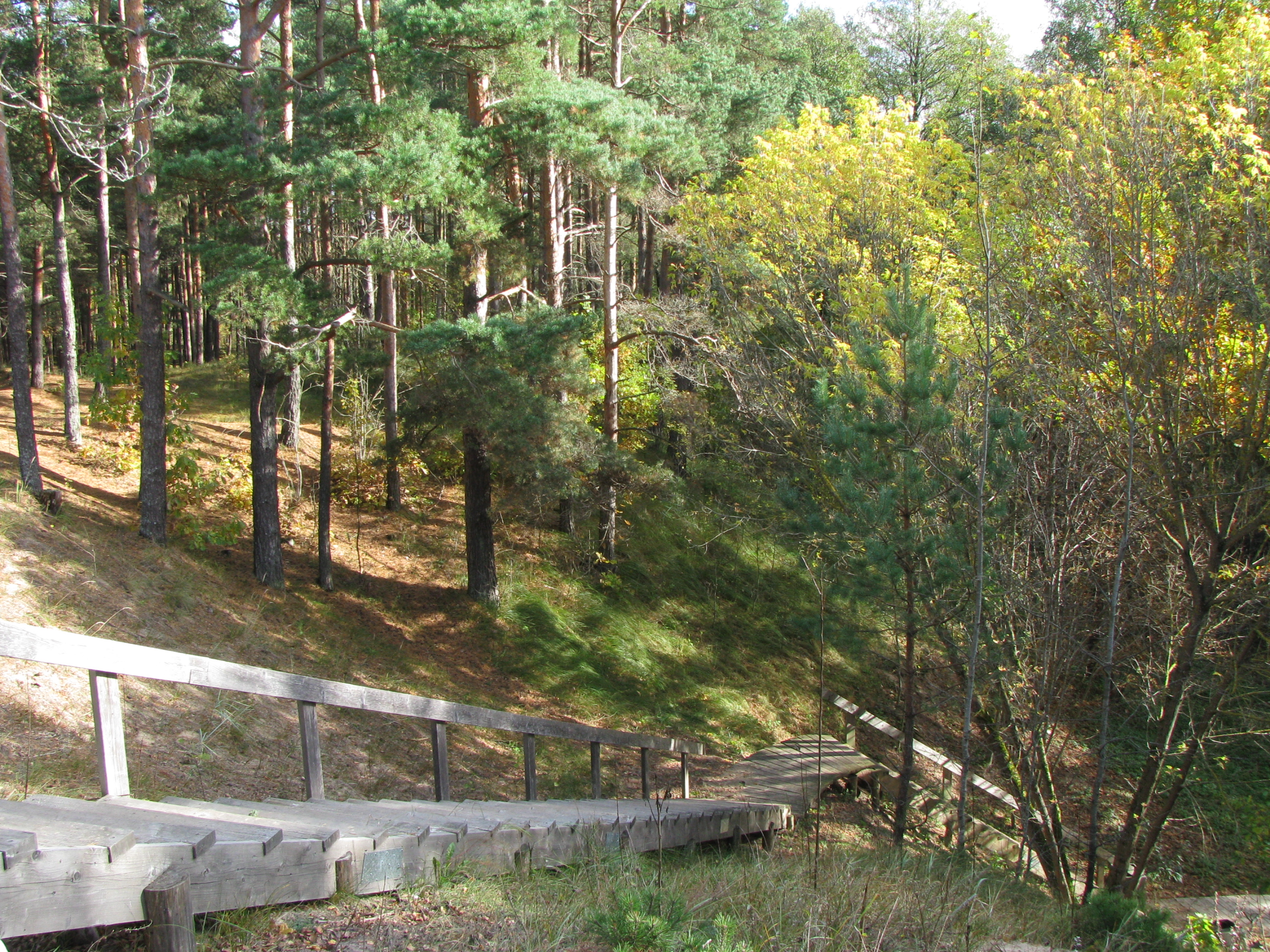
Гора Бумбукалнс